# Бил Џонсон (скијаш)
Вилијам Дин „Бил“ Џонсон (енгл. William Dean „Bill“ Johnson; Лос Анђелес, 30. март 1960 — Грешам, 21. јануар 2016) био је амерички алпски скијаш. Он је први Американац који је освојио златну медаљу на Олимпијским играма у алпском скијању.

## Резултати

### Олимпијске игре
- Олимпијске игре 1984 у Сарајеву (СФРЈ) :
  -  златна медаља у спусту.

### Светски куп
- Најбољи резултат у генералном пласману: 14. место у 1983/84.
  - 3 победе у 3 такмичења

#### Пласмани по сезонама
- Светски куп 1982/83:
  - Генерални пласман: 65.
- Светски куп 1983/84:
  - Генерални пласман: 14.
    - 3 победе: Венген, Аспен и Вислер
- Светски куп 1984/85:
  - Генерални пласман: 57.
- Светски куп 1985/86:
  - Генерални пласман: 41.